# Vaxgul lavspinnare
Vaxgul lavspinnare (Setema cereola) är en fjärilsart som först beskrevs av Jacob Hübner 1803.  Vaxgul lavspinnare ingår i släktet Setema, och familjen björnspinnare. Enligt den svenska rödlistan är arten nära hotad i Sverige. Arten förekommer i Götaland, Svealand, Nedre Norrland och Övre Norrland. Artens livsmiljö är våtmarker, skogslandskap.